# Canchagua
Canchagua ist eine Ortschaft und eine Parroquia rural („ländliches Kirchspiel“) im Kanton Saquisilí der ecuadorianischen Provinz Cotopaxi. Die Parroquia besitzt eine Fläche von 56,27 km². Die Einwohnerzahl lag im Jahr 2010 bei 5455.

## Lage
Die Parroquia Canchagua liegt am Westrand des Andenhochtals von Zentral-Ecuador. Das Gebiet liegt in Höhen zwischen 3000 m und 3770 m. Der Río Pumacunchi, ein rechter Nebenfluss des Río Cutuchi, fließt entlang der östlichen Verwaltungsgrenze in Richtung Südsüdost. Der 3060 m hoch gelegene Hauptort Canchagua Centro befindet sich knapp 4 km nordwestlich vom Kantonshauptort Saquisilí sowie 16 km nordwestlich der Provinzhauptstadt Latacunga.
Die Parroquia Canchagua grenzt im Norden und im Nordosten an die Parroquia Toacaso (Kanton Latacunga), im Osten an die Parroquia Guaytacama (ebenfalls im Kanton Latacunga), im Südosten an die Parroquia Saquisilí sowie im Südwesten und im Westen an die Parroquia Cochapamba.

## Orte und Siedlungen
In der Parroquia Canchagua gibt es neben dem Hauptort Canchagua Centro folgende acht Comunidades: Cachiloma, Canchagua Chico, Chilla Chico, Chilla Grande, Chilla San Antonio, Manchacaso, Tiliche und Yanahurco.

## Geschichte
Die Parroquia Canchagua wurde am 3. Oktober 1944 gegründet. Andere Quellen geben als Gründungsdatum den 6. Oktober 1943 an.

## Bevölkerung
Etwa 63 Prozent der Bevölkerung sind Angehörige der indigenen Volksgruppe der Kichwa, 36 Prozent sind Mestizen. 